# Charles Tremeau
Charles-Louis Trémeau, né à Vandenesse le 9 septembre 1849 et mort à Briare le 16 avril 1915, est un général français.

## Biographie
D'un père maître de forges, Charles Trémeau entre à l'École spéciale militaire de Saint-Cyr, dont il sort sous-lieutenant au 1er régiment de marche de dragons en 1870. Il prend part alors au siège de Paris. Après la fin des combats, il rejoint l'École de cavalerie de Saumur.
Promu lieutenant en 1873 puis capitaine en 1875, il devient l'officier d'ordonnance du général Campenon, ministre de la Guerre. À la suite de la chute du ministère et la perte du portefeuille de la Guerre par Campenon, il est nommé professeur d'art militaire à Saumur, mais retrouve ses fonctions auprès de Campenon dès 1883, passant chef d'escadron cette même année.
Il devient par la suite chef d'état-major de la 2e division de cavalerie, puis lieutenant-colonel en 1890, commandant en second de l'école de cavalerie de Saumur.
Cette année 1890, le ministre de la Guerre, le général Loizillon, le choisit comme sous-chef de cabinet.
Colonel au 4e régiment de chasseurs à cheval (1893-1900), il passe général de brigade en 1899, puis général de division, commandant successivement la 24e brigade d'infanterie (1901-1903), la 3e division de cavalerie (1903-1904), la 2e division de cavalerie en 1904, le 12e corps d'armée (1904-1905), le 9e corps d'armée (1905-1906) et le 6e corps d'armée (1906-1907).

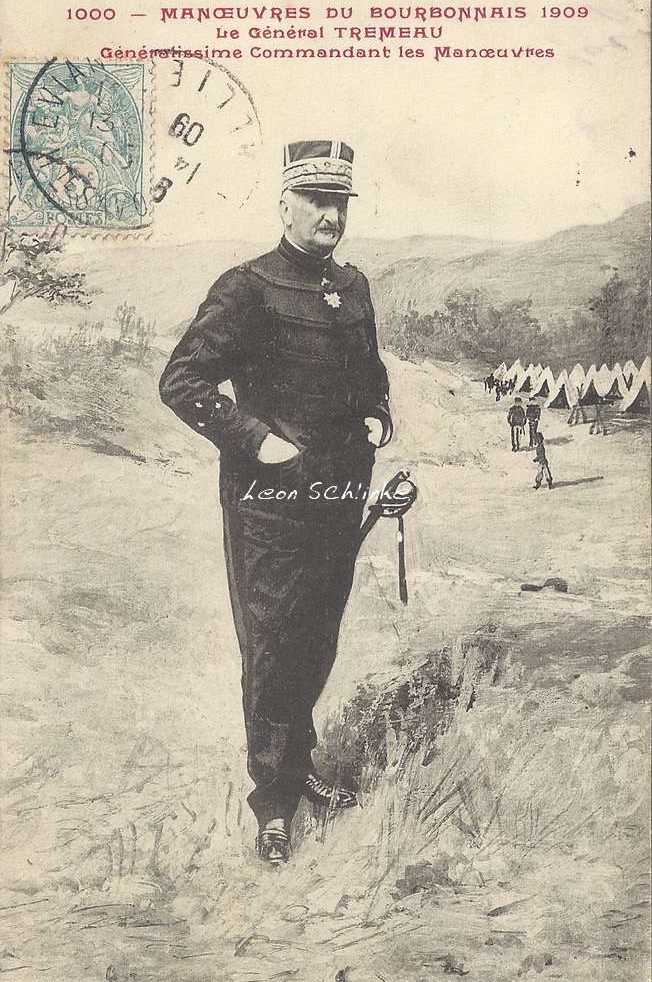
Manœuvres du Bourbonnais 1909 : le général Trémeau, généralissime commandant les Manœuvres.

Président du Comité de cavalerie, le général Trémeau devient le vice-président du Conseil supérieur de la guerre en 1909.
Du 15 au 19 septembre 1909, il dirige les grandes manœuvres du Sud-Est concernant les 13e (général François Goiran, parti blanc) et 14e corps (général Virgile Robert), dans le Bourbonnais autour de Gannat, Lapalisse et Roanne (test du ravitaillement par camion).
Charles Trémeau est le père du général Pierre Trémeau (1887-1967), dont le fils, Bernard, est mort pour la France en 1944.

## Distinctions
- Grand officier de la Légion d'honneur
- Officier de l'ordre des Palmes académiques
- Commandeur de l'ordre de la Couronne d'Italie
- Commandeur de l'ordre d'Aviz
- Ordre de Léopold
- Commandeur de l'ordre d'Orange-Nassau (Décret royal néerlandais du 11 janvier 1893 n° 17)[3]